# ハンショウヅル
ハンショウヅル（半鐘蔓、学名: Clematis japonica Thunb.）は、キンポウゲ科センニンソウ属に分類されるつる性低木の1種。和名は、下向きに咲く花の形を半鐘にたとえたことに由来する。

## 特徴
木質のつる植物で落葉性。葉は長さ4-9 cmの卵形の三出複葉で対生する。花柄の長さは6-12 cmで、先端に紅紫色の鐘形の花を1個下向きに付ける。花期は5-6月。痩果は長さ約6 cmの長卵形で、花柱の長さは3-4 cm。

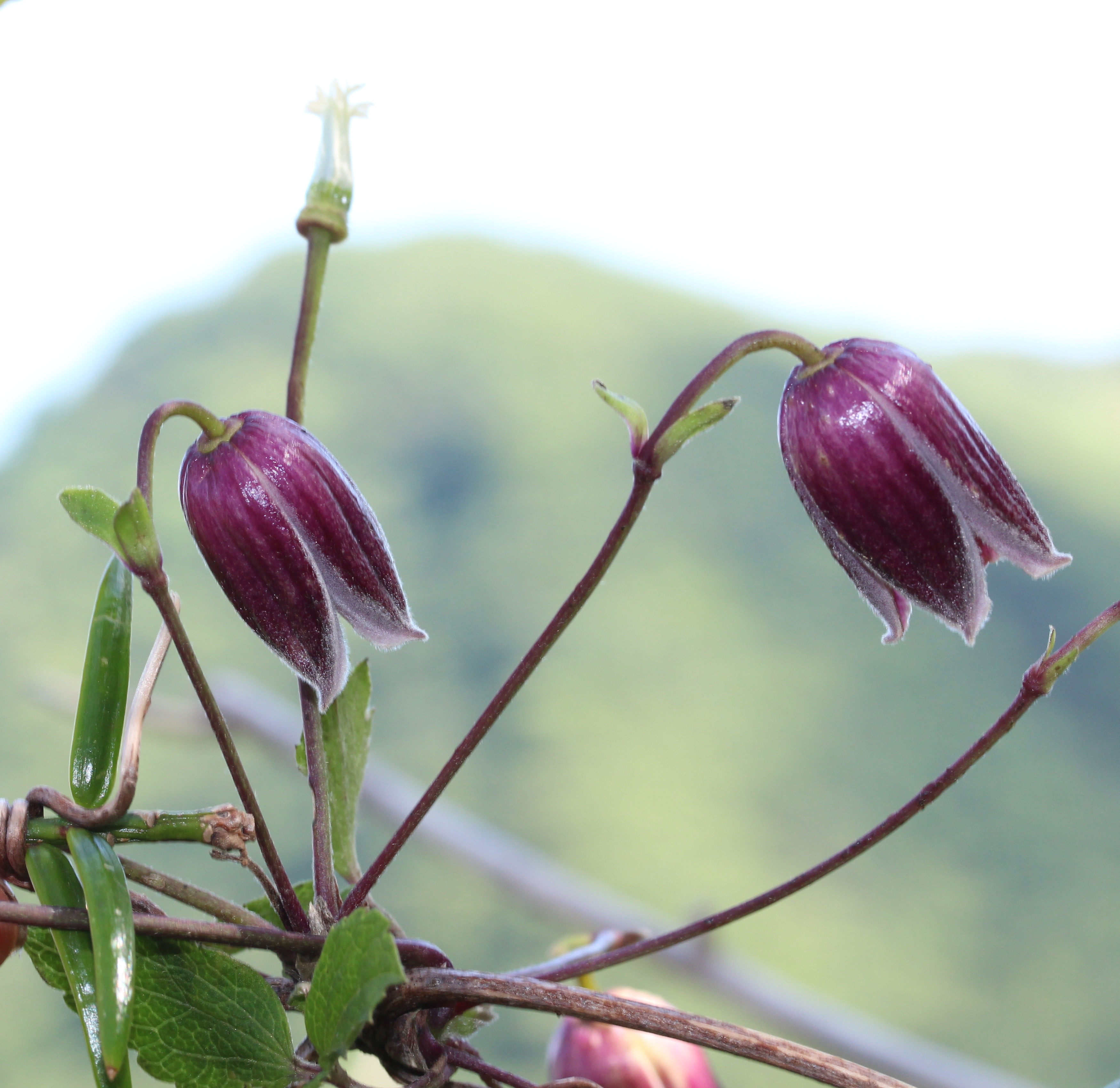
花柄の先端に鐘形の花をつける
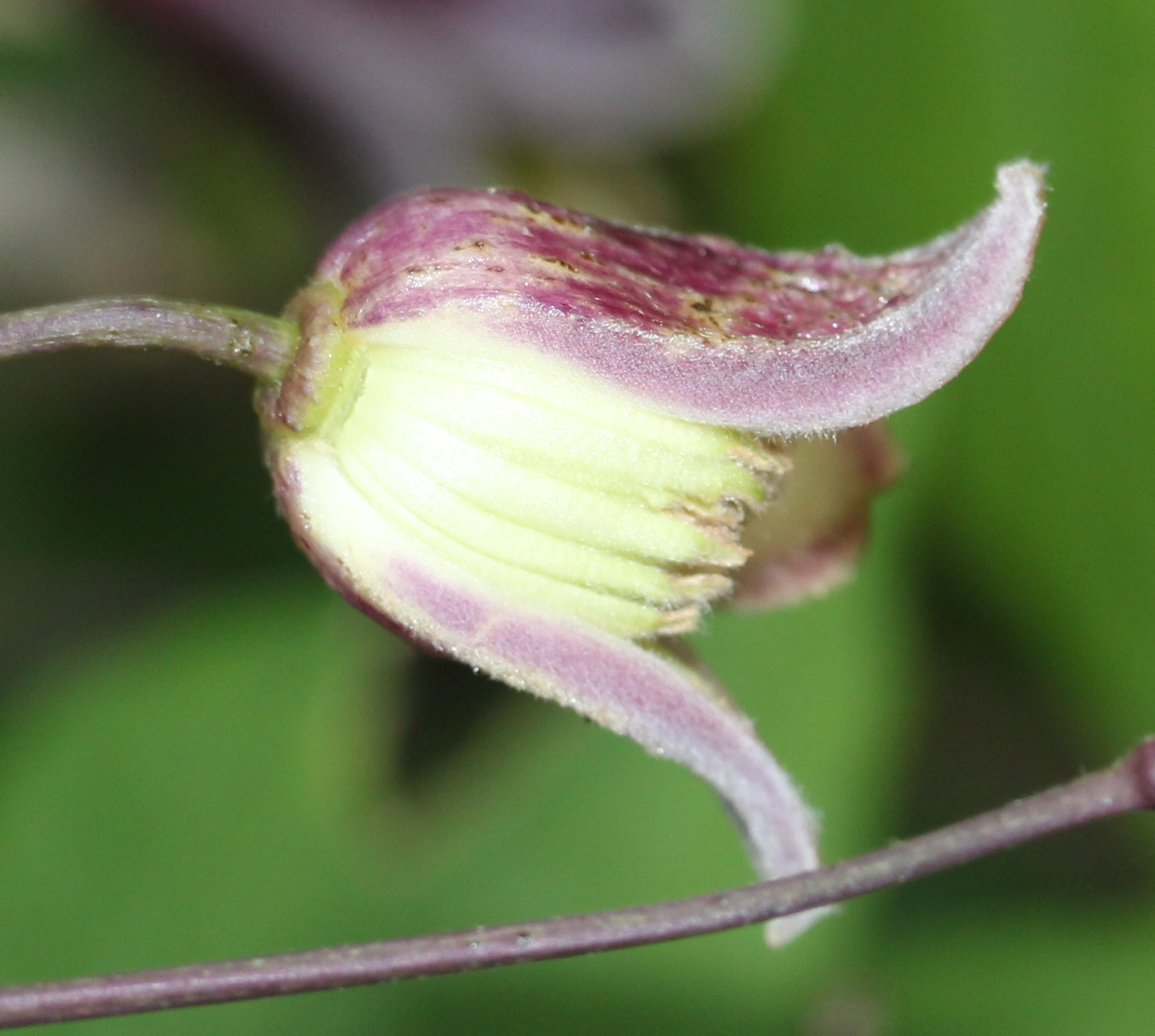
花の内部
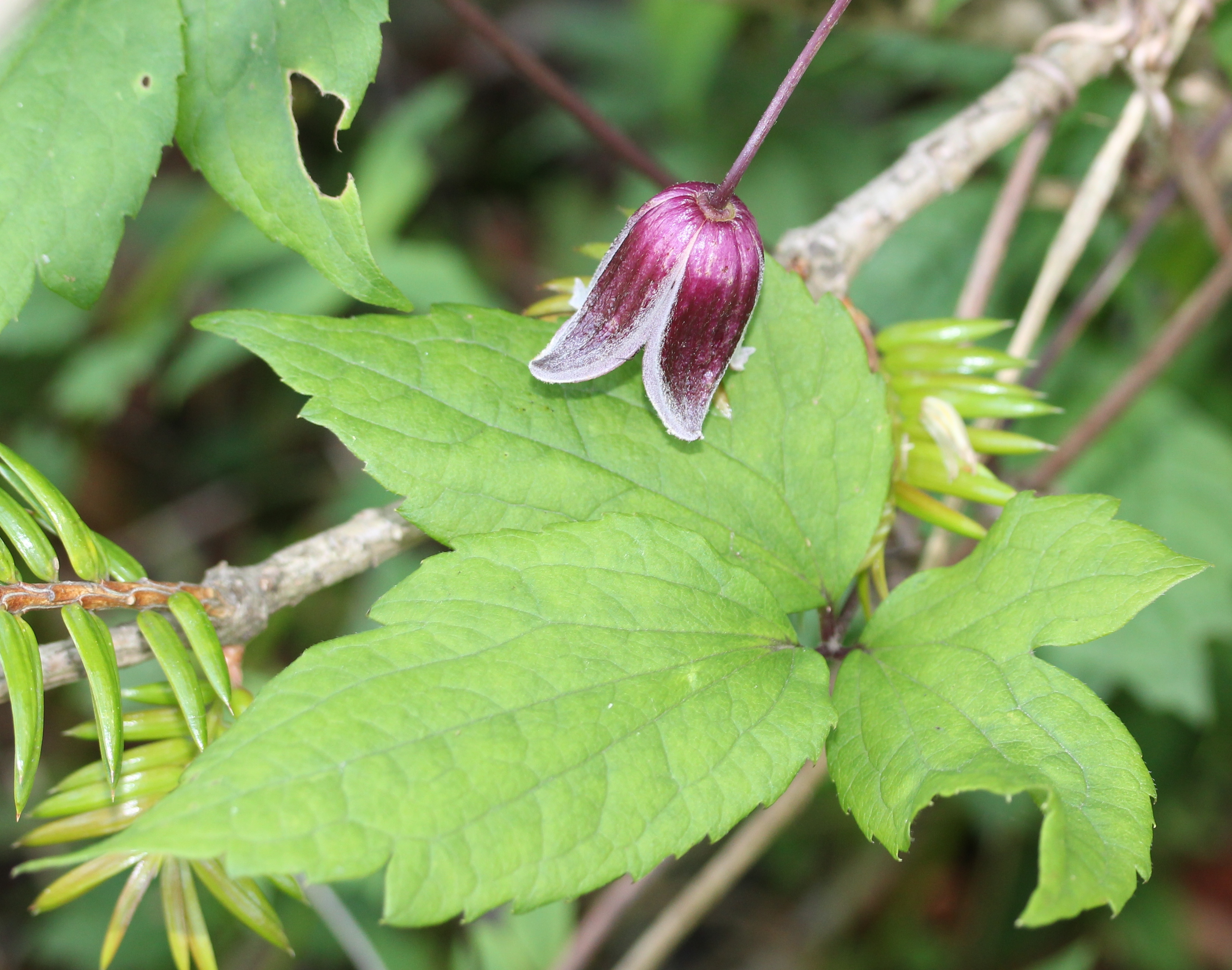
三出複葉
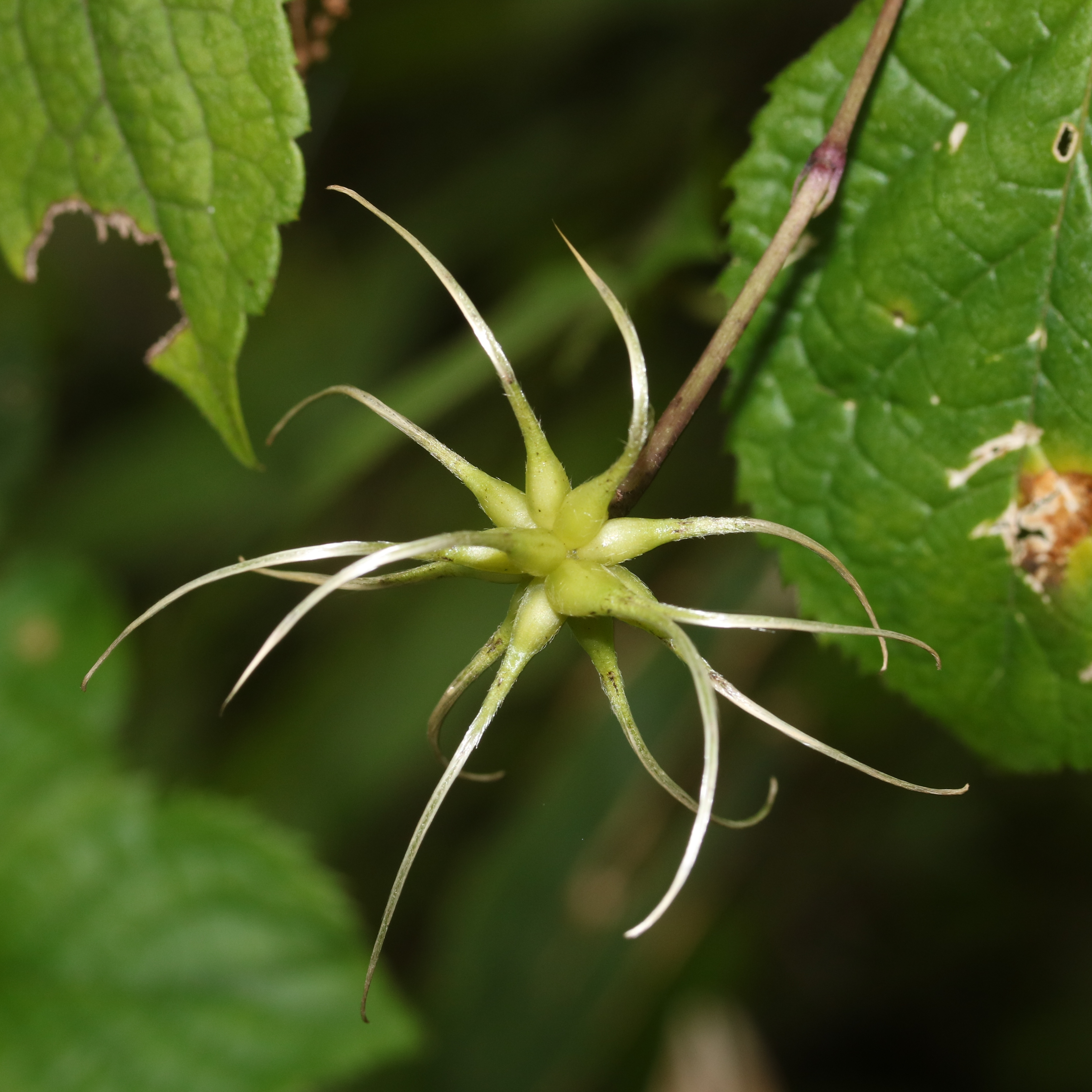
そう果

## 分布
日本の本州、九州に分布する。主に温帯の地域に分布し、林縁や林内に生育する。

## 種の保全状況評価
以下の都道府県で、レッドリストの指定を受けている。
- 絶滅危惧I類（CRまたはEN） - 鹿児島県
- 重要希少野生生物（Bランク）[注釈 1] - 青森県[6]
- 準絶滅危惧（NT）- 石川県
  - 希少種 - 奈良県[注釈 2]